# Escut de la Coma i la Pedra
L'escut oficial de la Coma i la Pedra té el següent blasonament:
Escut caironat: de gules, una creu plena patent d'argent acompanyada de 2 cards de 3 flors d'or, un a cada cantó inferior. Per timbre una corona mural de poble.

## Història
Va ser aprovat el 30 de maig de 1991.
La creu d'argent és un senyal tradicional dels segells del municipi. La Coma i la Pedra va pertànyer a Sant Llorenç de Morunys, del vescomtat de Cardona, i els dos cards d'or sobre camper de gules estan agafats de les armes parlants dels Cardona.